# Viktor Pokorny
Viktor Pokorny (7 februari 1992) is een Belgisch hockeyer.

## Levensloop
Pokorny was tot 2016 actief bij Hockey Namur. Vervolgens ging hij aan de slag bij KHC Leuven.
In de indoorcompetitie bleef hij actief voor de Naamse club waarmee hij twee landstitels (2014 en 2015) behaalde. In de Club Champions Cup eindigde hij in seizoen 2014-'15 met zijn team op de zevende plaats, waardoor ze het jaar nadien dienden aan te treden in de Club Champions Trophy. In deze competitie werden ze in 2015-'16 vierde.
Daarnaast is Pokorny actief bij het Belgisch zaalhockeyteam. Met de Indoor Red Lions won hij zilver op het Europees kampioenschap van 2018 te Antwerpen.
In 2021 trad hij toe tot het bestuur van Hockey Namur en in 2023 volgde hij Dominique Jamar op als voorzitter van deze club.